# Alice Barnole
Alice Barnole (n. Prada, de Conflent, 1986) es una actriz y realizadora francesa.

## Biografía
Hija de una asistente maternal, realizó estudios literarios con opción de teatro  en Montluçon. En 2003, dio clases de teatro en la compañía Euphoric Mouvance, dirigida por Bruno Bonjean. Después de unas prácticas de Comedia del arte con Carlo Boso, se matriculó como alumna de la escuela de teatro Las Enfants terribles (2005-2007), dirigida por Jean-Bernard Feitussi y del Studio del Aigle (2007-2009), dirigido por Antonio Ferreira, donde entró en contacto con el productor Bernard Hiller.
En 2014 siguió un curso de doblaje/ve en off al Instituto des Métiers lleva Doublage te del Audiovisuel. En 2017 se integró en el curso "Pratique de la réalisation documentaire" de los Ateliers Varan, bajo la dirección de Marie-Claude Treillou y Jean-Noël Cristiani, donde asistió en las clases de Alice Diop, Jean-Louis Comolli, Abbas Fahdel…

### Festivales
En febrero del 2012, junto con Jean-Pierre Mocky, Hervé Hadmar, Jean-François Boyer, Bertrand Burgalat y Christophe Julien, formó parte del jurado del 14è Festival de Creaciones Televisuals de Luchon, presidido por Arielle Dombasle.
En mayo de 2012 presidió el festival Las Toiles Contemporaines de Lo Puèi de Velay.
En febrero de 2016 fue miembro del jurado del concurso de cortometrajes de la sexta edición de la Semaine lleva Cinéma - BdA Sciences Po, presidido por Caroline Champetier, junto con Diana Galban, Nicolas Pariser y Xavier Lardoux.

## Teatro
- 2003 - 2005 : creación y representación de La Éveil lleva printemps de Frank Wedekind

## Filmografía

### Actriz[7]
- 2011 : Casa de tolerancia, de Bertrand Bonello :  Madeleine, «la judía», «la mujer que ríe», «el monstruo»
- 2012 : Renoir de Gilles Bourdos : la chica del cabaret
- 2013 : Nos héros sont muertos ce soir de David Perrault : Anna
- 2014 : Saint Laurent de Bertrand Bonello : Madeleine
- 2016 : Un couple, cortometraje de David Steiner: Anaïs[8][9]
- 2016 : Je las aime blandos, cortometraje de Guillaume Kozakiewiez[10] (selección oficial de Cortometrajes César 2018): Leonore, la chica[11]
- 2017 : Lovedoll, cortometraje de Louise Labrador: Claire[12]

### Realizadora
- 2017 : God Bless Claude François, cortometraje[13]

## Distinciones

### Premios
- 2012 : Premio Lumière a la Mejor Prometida Femenina por su papel de Madeleine al Apollonide : Souvenirs de la maison close
- 2012 : Mejor revelación femenina al Premio "Mague de la culture"[14]
- 2013 : Mejor actriz " assez vue" en 2012 al premio "Mague de la culture"[15]

### Candidaturas
- Premios César 2012 : César a la mejor prometida femenina por La Apollonide : Souvenirs de la maison close